# Oberverwaltungsgericht Berlin

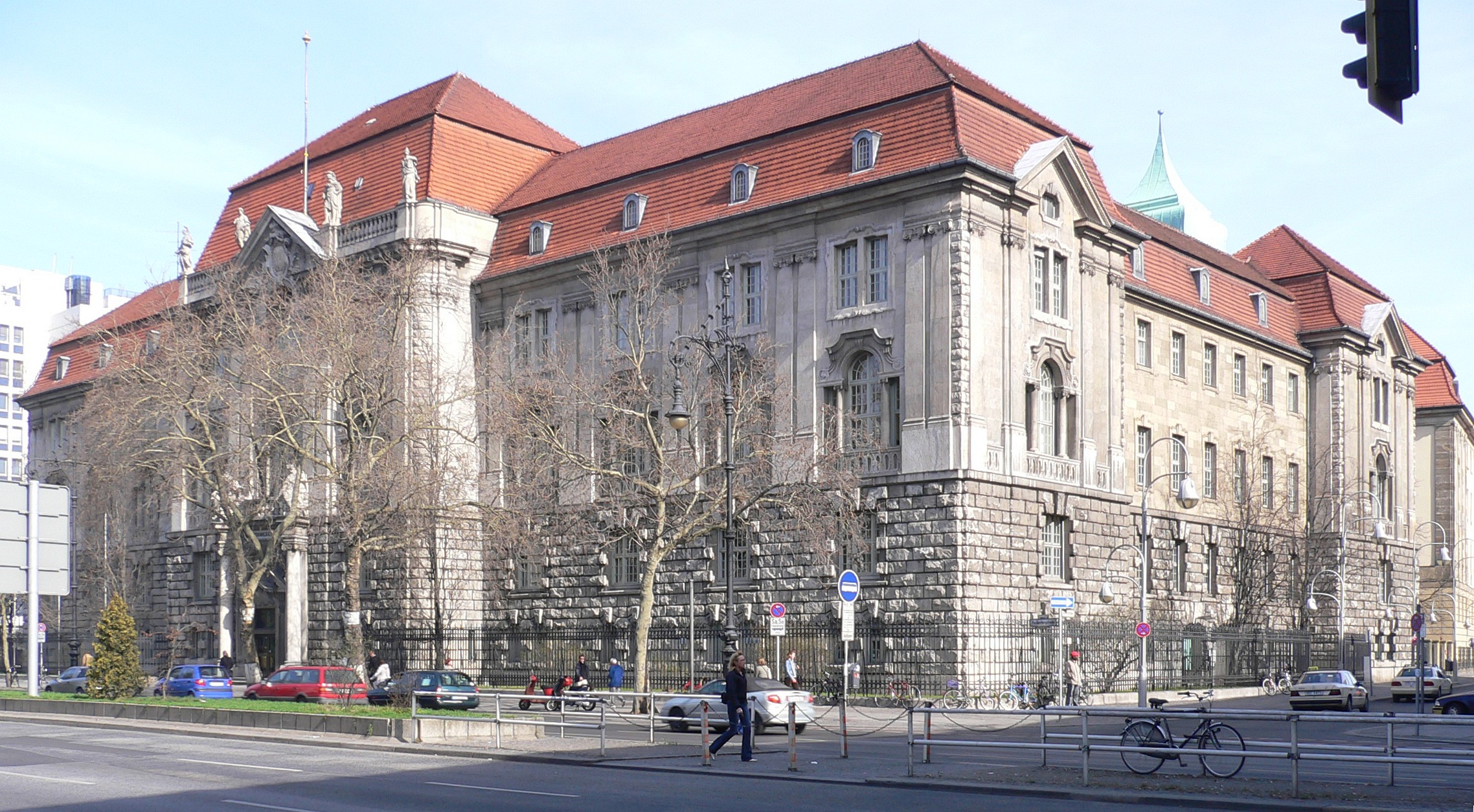
Gebäude des OVG in der Hardenbergstraße 31, erbaut 1905–1907 als Preußisches Oberverwaltungsgericht

Das Oberverwaltungsgericht Berlin (OVG-B) war bis zum 30. Juni 2005 das Oberverwaltungsgericht des Bundeslandes Berlin.

## Gerichtssitz und -bezirk
Das Oberverwaltungsgericht Berlin hatte nach 1989 seinen Sitz in der Kirchstraße in Berlin-Moabit und zog 2004/2005 in die Hardenbergstraße in Berlin-Charlottenburg um. Gerichtsbezirk war das gesamte Gebiet des Bundeslandes Berlin. Das Bauwerk war bereits Anfang des 20. Jahrhunderts als OVG-B erbaut worden.

## Instanzenzug
Das Oberverwaltungsgericht war dem Bundesverwaltungsgericht untergeordnet.
Nachgeordnet war das Verwaltungsgericht Berlin.

## Geschichte
Das Gebäude des OVG-B wurde im Jahr 1907 als Sitz für das Preußische Oberverwaltungsgericht fertig gestellt. Im Hochparterre waren die Räume für den Publikumsverkehr und die Büros für die Verwaltung geplant. In der ersten Etage befanden sich die Arbeitsräume für die Richter und die Sitzungssäle, je eine Wohnung für den Gerichtspräsidenten und den Bürodirektor, Kassenräume und Büros für die Zentralverwaltung. An der Ostseite des Gebäudes gab es 46 Arbeitsräume für die Verwaltungsgerichtsräte sowie Arbeitszimmer für die sieben Senatspräsidenten und etliche Schreibstuben.
Nach der deutschen Wiedervereinigung wuchsen auch die bisherigen in Ost- und West-Berlin vorhandenen Gerichte zusammen, es entstand ein einheitliches Oberstes Verwaltungsgericht für das Bundesland Berlin. – Im Jahr 2004 waren hier 21 Richter und 32 sonstige Mitarbeiter mit ca. 2.270 jährlich eingehenden Verfahren beschäftigt.
Am 26. April 2004 schlossen die Länder Berlin und Brandenburg den Staatsvertrag über die Errichtung gemeinsamer Fachobergerichte der Länder Berlin und Brandenburg. Zum 1. Juli 2005 wurde in einem ersten Schritt neben dem gemeinsamen Landessozialgericht Berlin-Brandenburg das gemeinsame Oberverwaltungsgericht Berlin-Brandenburg errichtet. Es ersetzt die Oberverwaltungsgerichte der Länder Berlin und Brandenburg.

## Präsidenten (Auswahl)
- 19. November 1945–28. Februar 1951: Victor Foitzick
- 12. Februar 1952–3. Januar 1958: Kurt Zweigert
- 01. September 1958–30. September 1961: Dr. Friedrich Haas
- 17. März 1962–31. März 1968: Rupert Freiherr von Stein (* 1903)
- 01. April 1968–28. Februar 1970: Heinz Jaeger
- 27. April 1970–?: Olaf Bergmann (1922–2012)
- 01. Mai 1987–29. Februar 2000: Dieter Wilke
- 00 September 2000–28. November 2002: Detlef Bitzer (* 1937)
- 02. Dezember 2002–Ende Juni 2005 (=Auflösung): Jürgen Kipp, anschließend bis Ende Dezember 2011 Präsident des Oberverwaltungsgerichts Berlin-Brandenburg